# Дієта з низьким вмістом натрію
Дієта з низьким вмістом натрію — дієта, яка включає не більше 1500—2400 мг натрію на день.
Мінімальна потреба людини в натрії в раціоні становить приблизно 500 мг на день, що зазвичай становить менше однієї шостої від багатьох дієт, «приправлених за смаком». Для певних людей із чутливим до солі артеріальним тиском або такими захворюваннями, як хвороба Меньєра, це додаткове споживання може мати негативний вплив на здоров'я.
Рекомендації ВООЗ стверджують, що дорослі повинні споживати менше 2000 мг натрію/день (тобто близько 5 грамів традиційної кухонної солі) і принаймні 3510 мг калію на добу. У Європі дорослі та діти споживають приблизно вдвічі більше натрію, ніж рекомендують експерти.

## Вплив на здоров'я
Дієта з низьким вмістом натрію має корисний ефект для зниження артеріального тиску як у людей з гіпертонією, так і в людей з нормальним артеріальним тиском. У сукупності дієта з низьким вмістом солі (медіана приблизно 4,4 г/добу — приблизно 1800 мг натрію) у гіпертоніків призвело до зниження систолічного артеріального тиску на 4,2 мм рт. ст., а в діастолічному АТ на 2,1 мм рт.ст.
Однак порада людям дотримуватися дієти з низьким вмістом солі має незрозумілий ефект ні для гіпертоніків, ні для людей із нормальним тиском. У 2012 році британський журнал Heart опублікував статтю, в якій стверджувалося, що дієта з низьким вмістом солі, ймовірно, підвищує ризик смерті в осіб із застійною серцевою недостатністю, але статтю було відкликано в 2013 році. Журнал відкликав статтю, коли виявилося, що два з цитованих досліджень містять повторювані дані, які неможливо перевірити.
Лікар може призначити дієту з низьким вмістом натрію для пацієнтів з нецукровим діабетом.
У 2021 році Кокранівський огляд контрольованих досліджень за участю людей із хронічною хворобою нирок на будь-якій стадії, включно з тими, хто перебуває на діалізі, виявив докази з високою достовірністю того, що зменшення споживання солі може допомогти знизити як систолічний, так і діастолічний артеріальний тиск, а також альбумінурію. Однак існують також помірно достовірні докази того, що деякі люди можуть відчувати гіпотензивні симптоми, такі як запаморочення, після раптового обмеження вживання натрію. Незрозуміло, чи впливає це на дозування антигіпертензивних препаратів. Вплив обмеження солі на позаклітинну рідину, набряки та зниження загальної маси тіла також не визначений.

### Негативні ефекти
Принаймні 23 клінічних випробування показали, що дієти з низьким вмістом солі погіршують резистентність до інсуліну, реакцію інсуліну натще та/або глюкози/інсуліну на оральний тест на толерантність до глюкози.
Парадоксальним чином обмеження солі викликало значне підвищення артеріального тиску у значній підгрупі (молодші люди з нормотензією або прегіпертензією).
Низьке споживання солі постійно збільшувало РААС і частоту серцевих скорочень і було пов'язано зі збільшенням смертності від усіх причин, смертності від серцево-судинних захворювань і серцево-судинних подій.

## Вміст їжі та напоїв
Натрій природним чином міститься в більшості харчових продуктів. Найпоширенішою формою натрію є хлорид натрію, який можна знайти у продажу у вигляді кухонної солі, морської солі та кошерної солі, в залежності від розміру та форми кристалів солі. Молоко, буряк і селера також природно містять натрій, як і питна вода, хоча кількість залежить від джерела. Натрій також додають до різних харчових продуктів. Деякі з цих доданих форм — глутамат натрію, нітрит натрію, сахарин натрію, харчова сода (бікарбонат натрію) і бензоат натрію.
Оскільки регенеративні пом'якшувачі води виділяють велику кількість солей, понад 60 міст Південної Каліфорнії заборонили їх використання через підвищений рівень солі в проєктах рекультивації ґрунтових вод. Вода, позначена в супермаркетах як «питна вода», містить природний натрій, оскільки вона зазвичай фільтрується лише за допомогою вугільного фільтра та міститиме будь-який натрій, присутній у вихідній воді.

### Високий вміст натрію
Приправи та приправи, такі як вустерширський соус, соєвий соус, цибулева сіль, часникова сіль і бульйонні кубики, містять натрій. Оброблене м'ясо, таке як бекон, ковбаса та шинка, а також консервовані супи та овочі — це приклади продуктів, які містять доданий натрій. Фаст-фуди, як правило, містять дуже багато натрію. Крім того, оброблені харчові продукти, такі як картопляні чіпси, заморожені обіди та в'ялене м'ясо, мають високий вміст натрію.

### Низький вміст натрію
Необроблені свіжі продукти, такі як свіжі фрукти, більшість овочів, яловичина, птиця, риба та необроблені зерна, мають низький вміст натрію. Продукти з низьким або нульовим вмістом натрію та відповідні варіанти продуктів із високим вмістом натрію можна знайти в магазинах, а також в Інтернеті. Замінники солі, такі як хлорид калію, можуть бути використані для надання смаку, схожого на сіль, одночасно зменшуючи споживання натрію, а смакові добавки, такі як глутамат натрію, можуть допомогти зменшити споживання натрію, посилюючи інші смаки.
Інші продукти з низьким вмістом натрію включають:
- приправи: чорний, кайенский або лимонний перець, гірчиця, трохи чилі або гострі соуси;
- трави: сушений або свіжий часник, часниковий/цибулевий порошок (без солі), кріп, петрушка, розмарин, базилік, кориця, гвоздика, паприка, орегано, імбир, оцет, кмин, мускатний горіх;
- більшість свіжих фруктів і овочів, за винятком селери, моркви, буряка та шпинату;
- сушені боби, горох, рис, сочевиця;
- макарони, локшина, рис, ячмінь (зварені в несолоній воді);
- мед, цукор;
- несолоне вершкове масло;
- несолоний сухий сирний сир;
- свіжа яловичина, свинина, баранина, риба, креветки, яйце;
- молоко, йогурт;
- гарячі крупи/каші;
- газована вода, кава, сельтерська вода, соєве молоко, чай.[13]